# Cá lưỡi búa
Cá lưỡi búa hay cá liệt búa, cá bánh lái (danh pháp hai phần: Mene maculata) là loài duy nhất còn sinh tồn trong chi Mene và của họ Menidae.
Theo truyền thống, họ Menidae được xếp trong bộ Perciformes, nhưng gần đây được coi là có vị trí không xác định (incertae sedis) trong nhánh Carangaria và được cho là có quan hệ họ hàng gần với họ Polynemidae.

## Đặc điểm
Loài cá này có phần thân bị ép dẹp mạnh ở bên và rất sâu theo chiều thẳng đứng. Mặt cắt phần bụng rất sâu, với rìa bụng rất nhọn. Vây đuôi chẻ rất sâu. Miệng nhỏ có thể thò ra thụt vào. Phần thân có màu trắng bạc phía dưới và lam-lục phía lưng, với 3-4 hàng đốm màu xám sẫm ở trên và dưới đường bên. Hai tia vây đầu tiên của vây chậu dài, tạo thành một sợi trỏ ngược về phía sau khá rõ nét trên mặt bụng của cá. Cá lưỡi búa có thể dài tới 30 cm.

## Phân bố
Loài cá này không phổ biến, nhưng có phạm vi sinh sống rộng trong Ấn Độ Dương, từ vùng biển Đông Phi, Hồng Hải và vịnh Ba Tư tới miền tây Thái Bình Dương, từ Queensland ở đông bắc Australia tới Nhật Bản.

## Hình ảnh

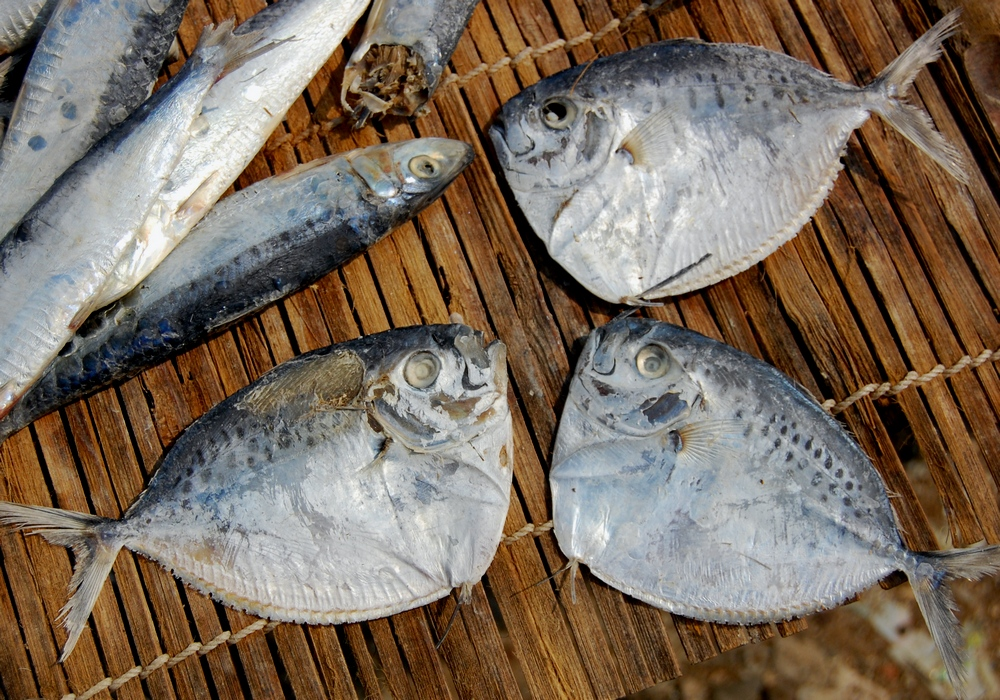
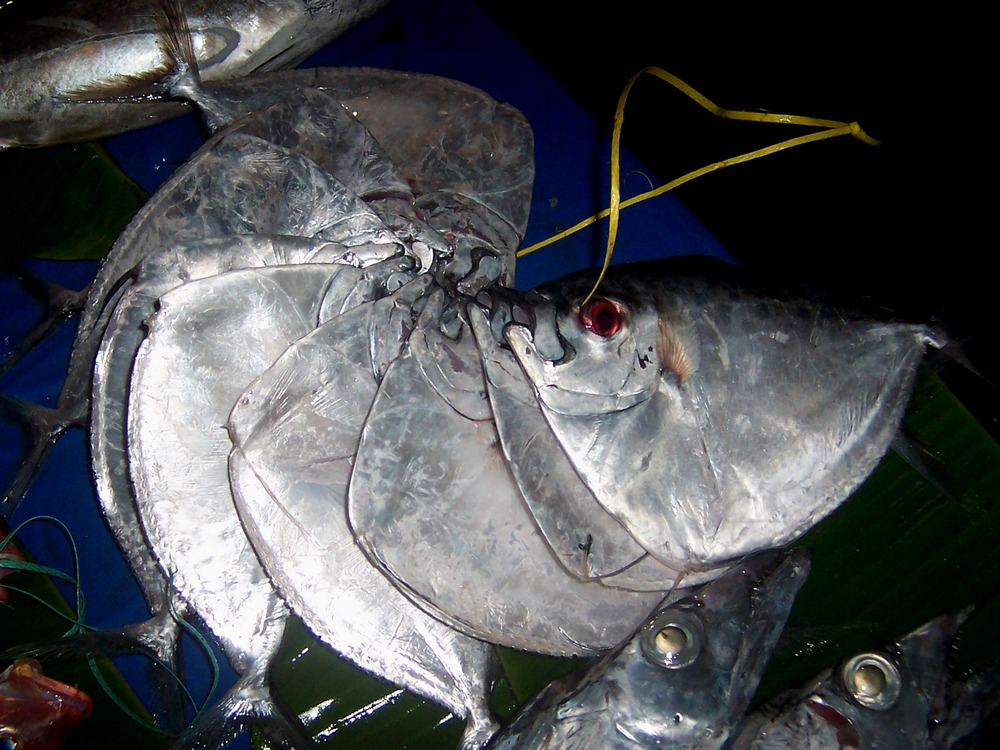